# Aloe wildii
Aloe wildii är en grästrädsväxtart som först beskrevs av Gilbert Westacott Reynolds, och fick sitt nu gällande namn av Gilbert Westacott Reynolds. Aloe wildii ingår i släktet Aloe och familjen grästrädsväxter. Inga underarter finns listade i Catalogue of Life.

## Bildgalleri

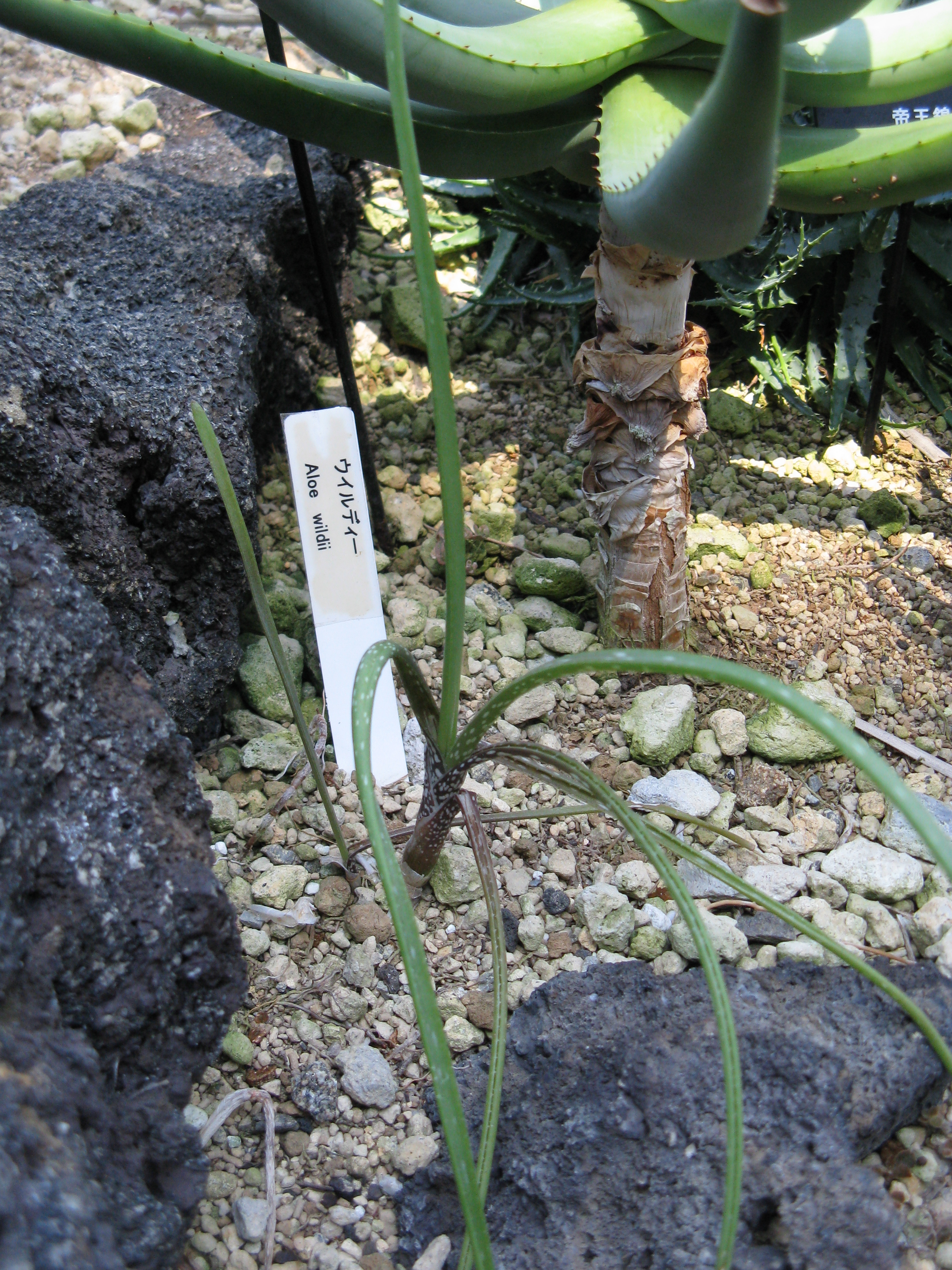
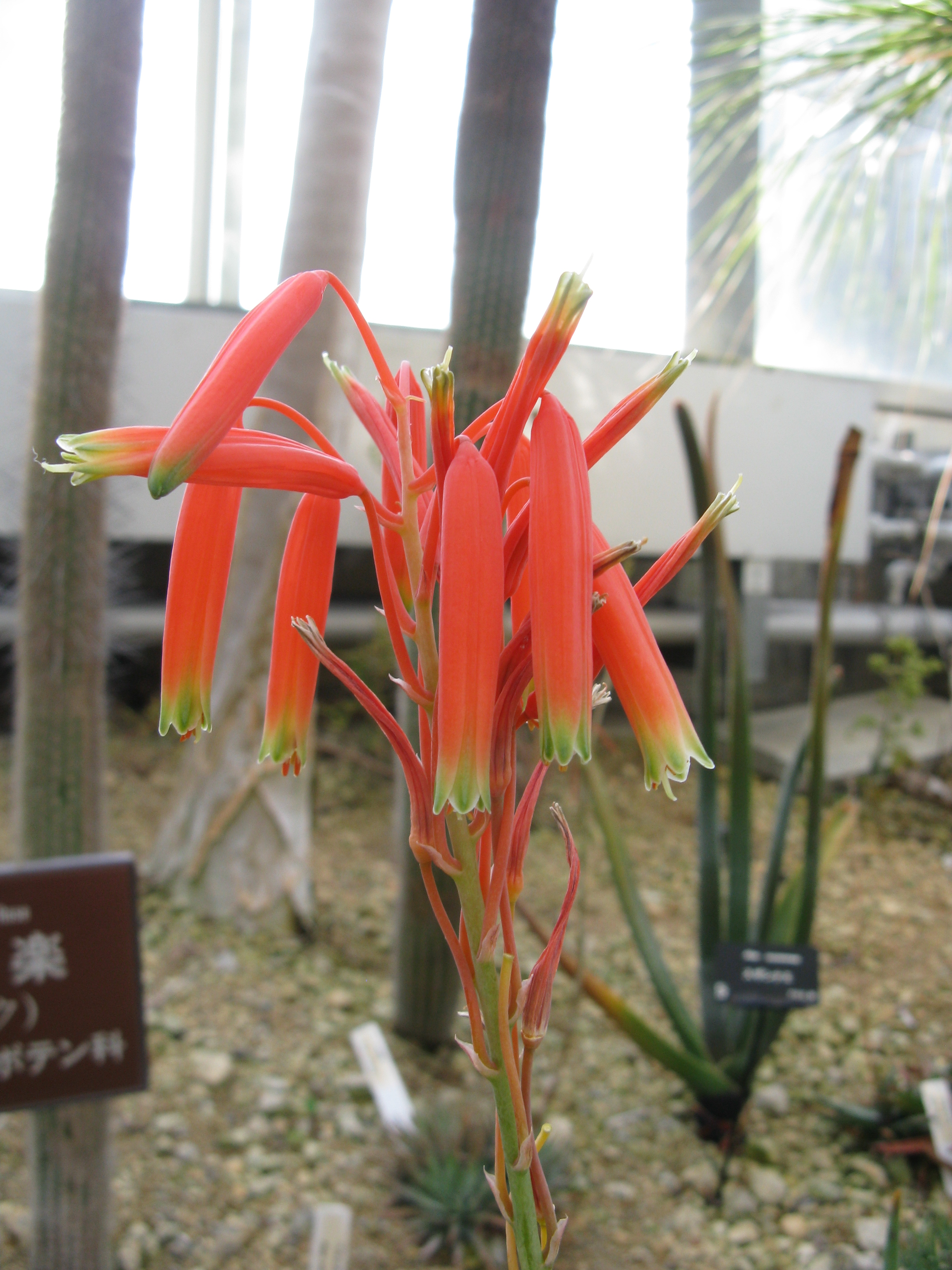
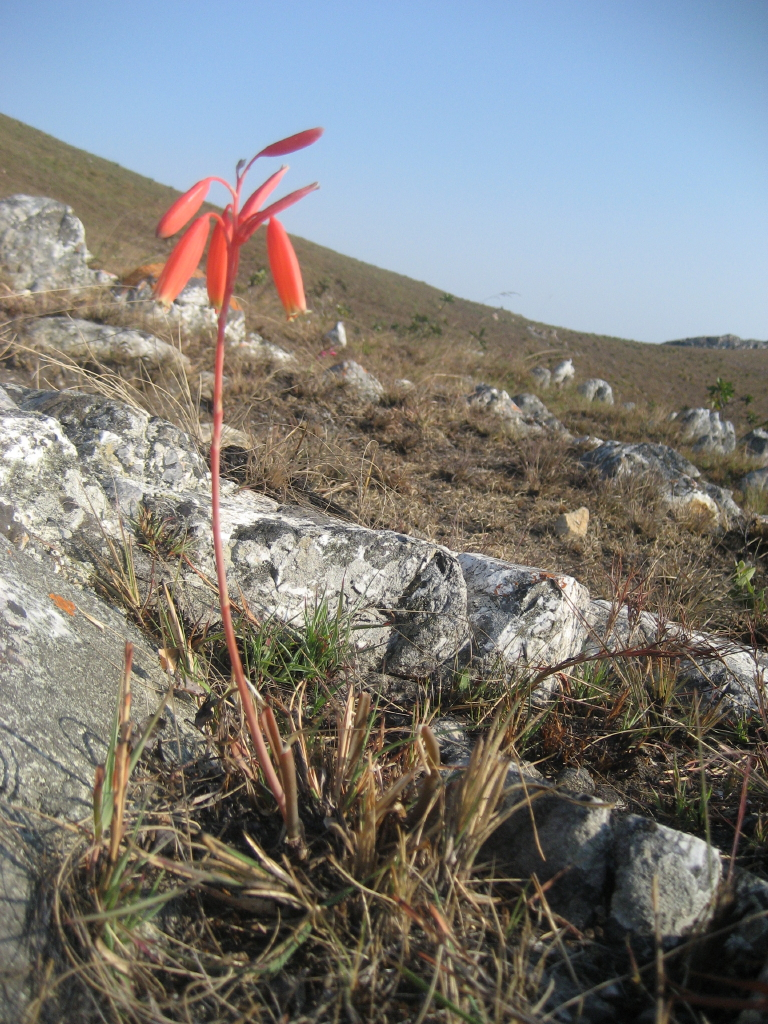
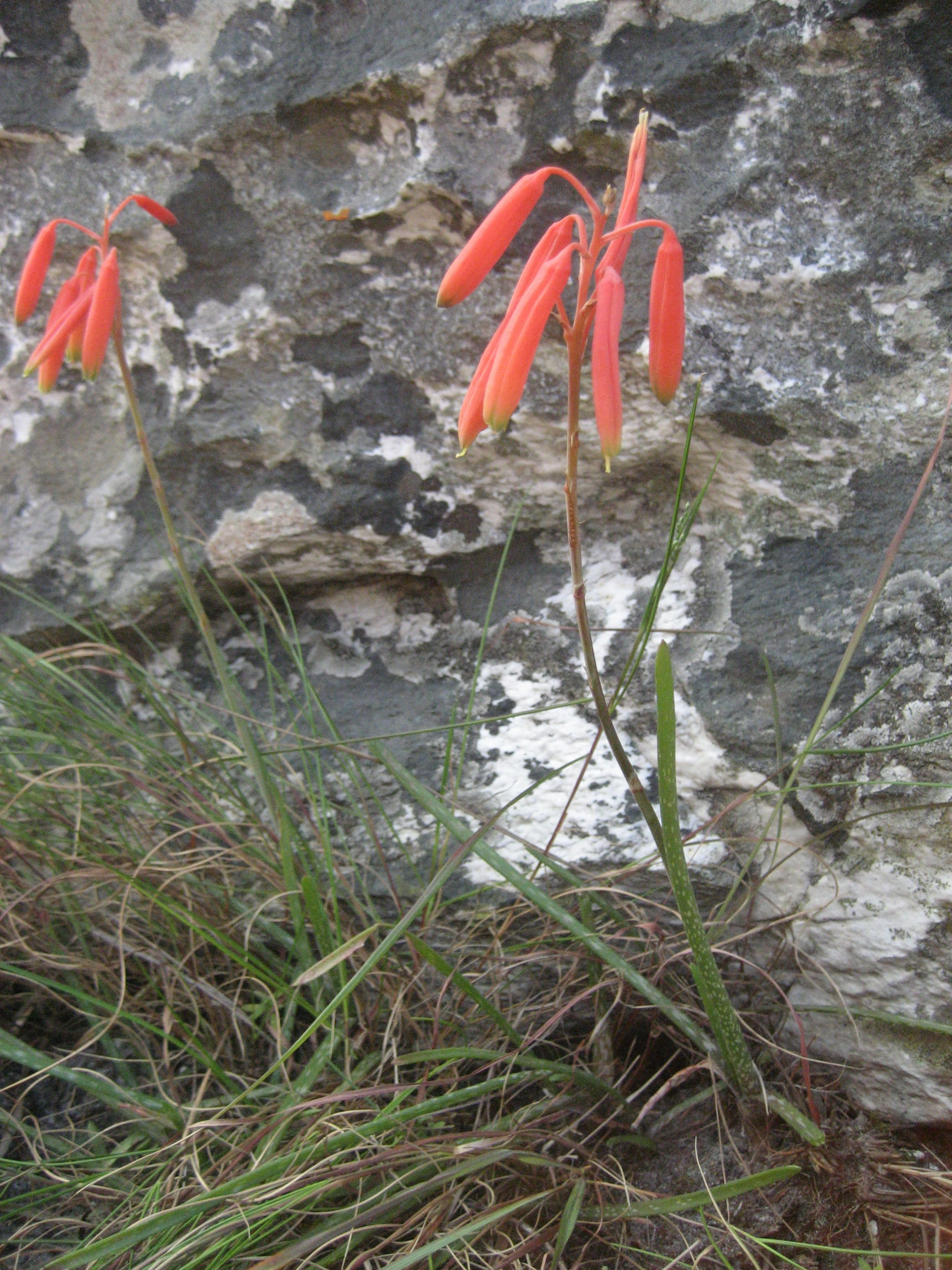
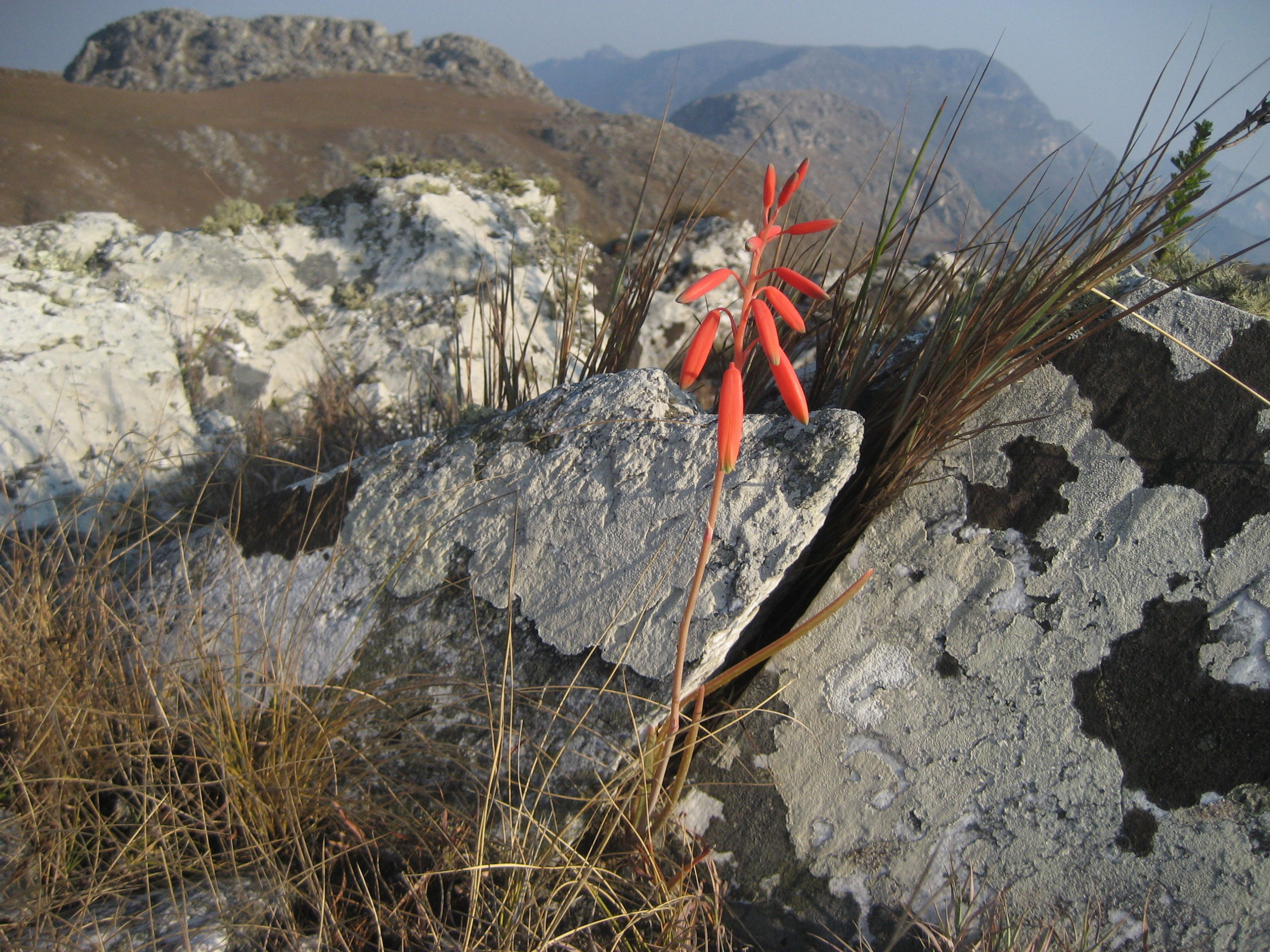